# Antônio Zattera
Antônio Zattera (* 25. Juli 1899 in Garibaldi, Rio Grande do Sul, Brasilien; † 15. Oktober 1987) war Bischof von Pelotas.

## Leben
Antônio Zattera empfing am 12. August 1923 das Sakrament der Priesterweihe.
Am 31. Januar 1942 ernannte ihn Papst Pius XII. zum Bischof von Pelotas. Der Erzbischof von Porto Alegre, João Batista Becker, spendete ihm am 31. Mai desselben Jahres die Bischofsweihe; Mitkonsekratoren waren der Bischof von Caxias, José Baréa, und der Prälat von Vacaria, Cândido Julio Bampi OFMCap.
Am 1. September 1977 nahm Papst Paul VI. das von Zattera aus Altersgründen vorgebrachte Rücktrittsgesuch an.
Antônio Zattera nahm an allen vier Sitzungsperioden des Zweiten Vatikanischen Konzils teil.